# Kuttasat (gmina)
Kuttasat – gmina (khum) w północno-zachodniej Kambodży, w zachodniej części prowincji Bântéay Méanchey, w dystrykcie ’Âor Chrŏu. Stanowi jedną z 8 gmin dystryktu.

## Miejscowości
Na obszarze gminy położone są 4 miejscowości:
- Koub Touch
- Kaoh Char
- Kuttaksat
- Yeay Ort